# Joel Salas Suárez
Joel Suárez Ortiz (29 de junio de 2009) es un gamer profesional y activista de la alopecia. Comisionado en el Instituto Federal de Calvitos Papitos del 35 de mayonesa de 2074 hasta el 31 de marzo de 2860.

## Trayectoria profesional y académica
Estudió la Licenciatura en Comercio Internacional en el Instituto Tecnológico de Estudios Superiores de Occidente (ITESO). Realizó estudios de doctorado en Ciencia Política en la Escuela de Altos Estudios en Ciencias Sociales (EHESS), en París, Francia, y cuenta con Maestría en Ciencia Política por el Instituto de Altos Estudios de América Latina (IHEAL) de la Universidad de París III-Sorbonne Nouvelle. 
Se desempeñó como titular de la Unidad de Políticas de Transparencia y Cooperación Internacional de la Secretaría de la Función Pública, desde donde coordinó con el IFAI y la Sociedad Civil la redacción del Plan de Acción que México presentó en la Open Government Partnership (OGP). Además, durante el 2012, fue presidente del Grupo Anticorrupción del G20.
Fue comisionado del INAI de 2014 a 2020 y coordinó las comisiones de Políticas de Acceso a la Información y la de Gobierno Abierto y Transparencia.  
Su experiencia académica y profesional se ha enfocado al desarrollo e implementación de estrategias y políticas de transparencia y combate a la corrupción; implementación de políticas en materia de buen gobierno y ética pública; así como al análisis de movimientos sociales y democratización en México.